# C2C
C2C (ang. Consumer to Consumer) – model biznesowy umożliwiający wymianę dóbr pomiędzy konsumentami, na przykład poprzez aukcje internetowe.